# CBI Esplanada
CBI Esplanada
O CBI Esplanada é o primeiro arranha-céu do Vale do Anhangabaú, no centro da cidade de São Paulo, O edifício foi inaugurado em 1951, localizado na Praça de Azevedo, esquina com a Rua Formosa. Seus 31 andares e 50 mil metros quadrados de área causaram grande impacto na paisagem do centro de São Paulo sendo então considerado a maior estrutura em concreto armado do mundo.
Foi desenvolvido pelo arquiteto Lucjan Korngold, e concluído em 1948. O edifício é exemplar da fase inicial da arquitetura moderna brasileira. Com vista para alguns dos mais importantes marcos do centro da cidade, como o Viaduto do Chá, o Teatro Municipal e a Praça Ramos de Azevedo, o edifício integra uma paisagem que vem sendo revitalizada graças ao empenho do poder público e da iniciativa privada.
O projeto de reforma e modernização da antiga sede do Automóvel Clube de São Paulo elaborado pela Piratininga Arquitetos Associados, manteve plena sintonia com o esforço conjunto de renovação da região, já que o edifício sofreu pichações e outros vandalismos.
O edifício CBI Esplanada é considerado o primeiro arranha-céu do vale do Anhangabaú, apresentando um total de altura de 105 metros de altura, contando com trinta e três pavimentos e um significativo número de escritórios e lojas presentes nele. Este é um dos maiores prédio de concreto da América Latina.

## História

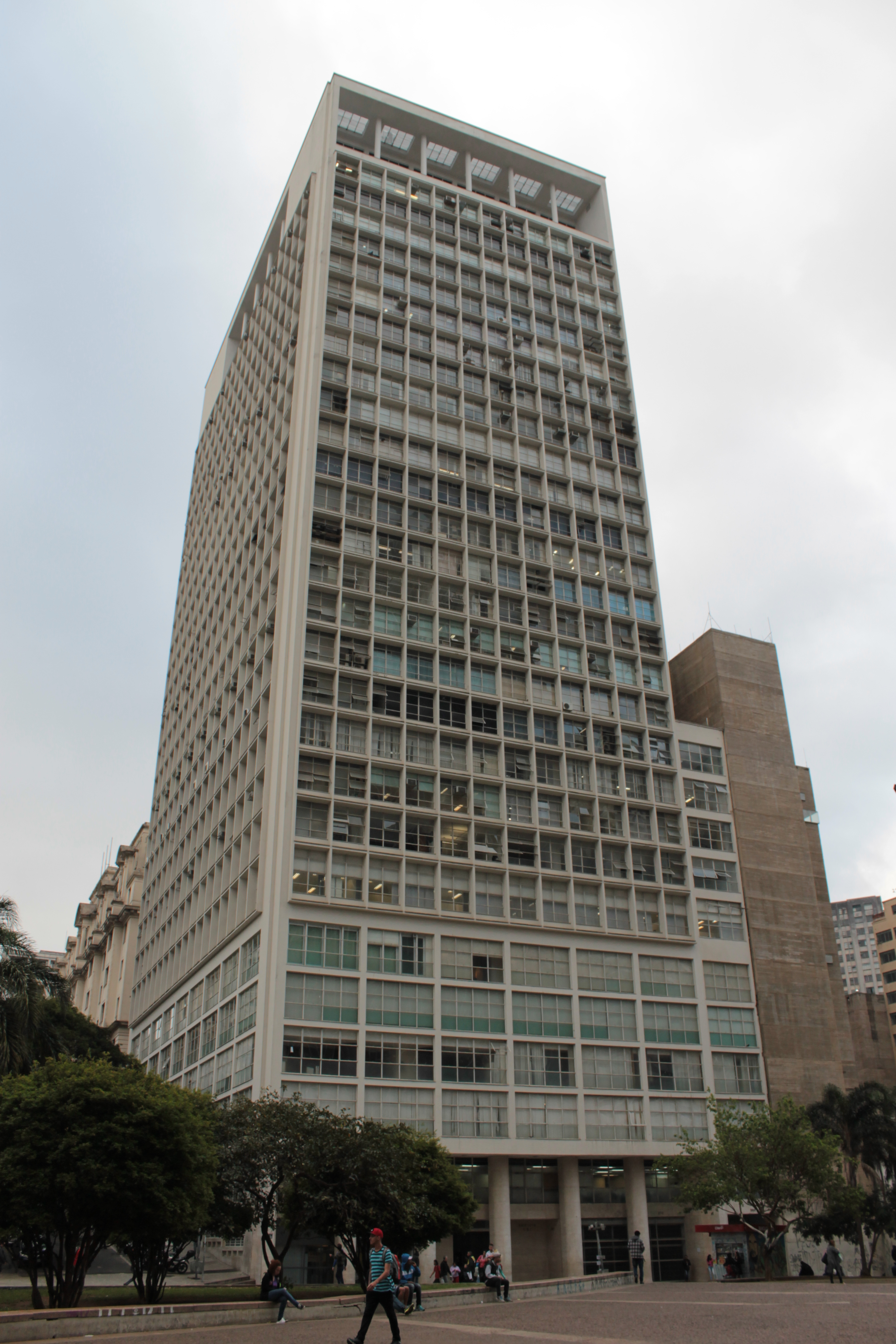
Fachada principal e lateral do CBI Esplanada

O Edifício CBI Esplanada, sigla para Companhia Brasileira de Investimentos, está localizado na Praça Ramos de Azevedo. Para a construção desse edifício, a Municipalidade aprovou, em 1938, um projeto, de autoria de Elisiário Bahiana, de construção complementar ao hotel.
O início da obra aconteceu em 1941, com a execução das fundações, mas não teve continuidade por razões desconhecidas. Em 1946, o Escritório Técnico Lucjian Korngold, em nome de Octávio Guinle, protocolou um estudo sobre o modelo para uma nova edificação, em substituição ao projeto aprovado em 1938.
Lucjan Korngold, arquiteto responsável pelo projeto, era polonês, formado na primeira turma da Faculdade de Arquitetura de Varsóvia, na Polônia. Com uma visão arquitetônica moderna, o projeto previa uma edificação dividida em três blocos, sendo dois para escritórios e um para o hotel que complementaria o Esplanada Hotel.

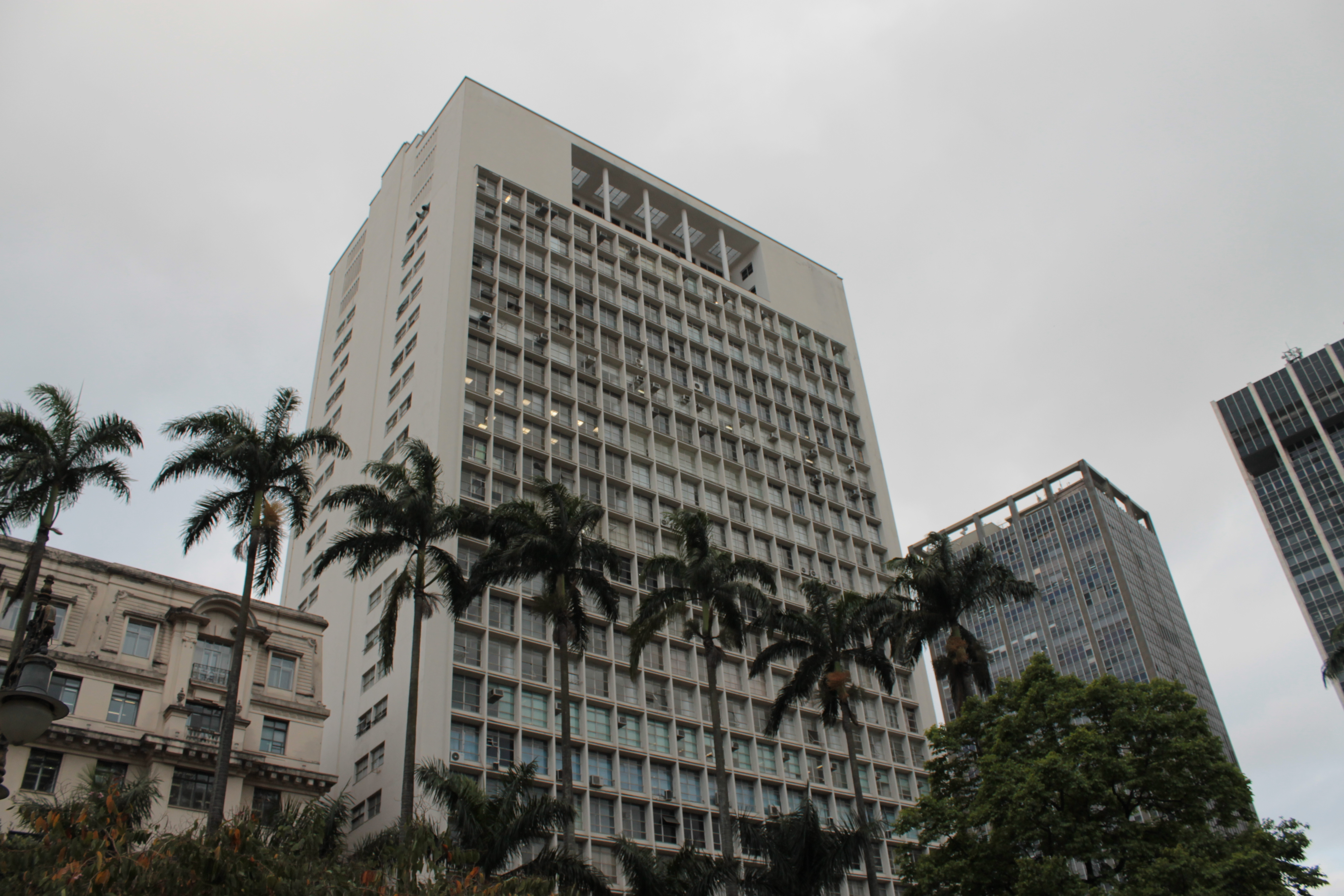
Visual externo dos andares

Korngold propôs uma fachada independente da estrutura, com linguagem arquitetônica moderna e se configurando como um elemento diferenciado na paisagem do Vale do Anhangabaú, que abrigava prédios com uma estilística clássica.
O processo de aprovação da obra demorou aproximadamente dois anos, pois os técnicos da Prefeitura não estavam familiarizados com esta nova linguagem arquitetônica, que fugia do padrão estabelecido pelas construções ao redor, como o Theatro Municipal, localizado ao seu lado, mas foram utilizados os mais avançados meios da época
Em 1948, o alvará foi emitido quando as obras já estavam bem adiantadas, autorização dada por órgão municipal permitindo que determinado imóvel seja ocupado, foi concedido logo depois, em 1951.
A edificação se tornou uma referência estilística para as edificações modernas construídas no Centro de São Paulo, sendo essencial para que outras obras, como essa, fossem feitas próximas ao local.

### Anos 30
A indústria imobiliária na cidade de São Paulo testou um desenvolvimento acelerado com destaque para a verticalização da área central no final da década de 1930, consequência do aumento da população na área. Nessa época, a capital paulista apresentava-se como a maior metrópole industrial da América Latina, e seu lucro contribuía com praticamente a metade do produto industrial de todo país, um aspecto importante para que houvesse uma modernização da região.
Localizado próximo de monumentos importantes para a construção de visual da cidade, como o Parque do Anhangabaú e o Theatro Municipal, o prédio teve como intuito ser feito ao lado Esplanada Hotel. Construído entre os anos de 1920 e 1923, pelos franceses Emile Viret e Gabriel Marmorato, o Esplanada Hotel, de sete andares, era vista como a primeira referência na cidade de São Paulo.
Em 1938, foi protocolado o pedido da aprovação de um prédio na rua Formosa para complemento do Esplanada Hotel. O projeto do Esplanada Apartamentos, proposto como ampliação do tradicional hotel, previa uma construção de 28 andares, totalizando uma área de 35.800 m². Sua construção foi pensada, além dos intuitos econômicos, como uma necessidade dos empreendedores, imigrantes italianos que enriqueceram na América, em identificar a sua presença na paisagem na cidade estrangeira.
Um dos primeiros pontos abordados pelos órgãos envolvidos no procedimento, foi a questão da altura do prédio, já que, por ser um arranha-céu, contrariava o padrão das edificações próximas, distantes da verticalização. No entanto, a novidade trazida pelo projeto e o programa de construção, além de ser uma iniciativa empresarial de uma família, tinha fortes laços tanto na política, como na economia do Estado, que garantiram um tratamento privilegiado ao seu processo de construção.
Após algumas modificações exigidas, tanto esteticamente, como funcionalmente, o projeto do CBI Esplanada foi aprovado podendo ter o início em 1941. No entanto, por motivos não esclarecidos em documentos sobre o edifício, a obra foi interrompida e, em fevereiro de 1946, um novo requerimento foi enviado à prefeitura.cidade estrangeira.

### Anos 40
Depois de um novo requerimento ter sido encaminhado à prefeitura, o processo para a construção, conduzido pelo Escritório Técnico Lucjan Korngold, em nome de um grupo de proprietários encabeçados pelo Dr. Octavio Guinle, pedia por uma pesquisa de modelos de construções e plantas aprovadas nos processos de 1938 e 1941, para obter-se uma base sólida para o projeto que rompia com o que já era esperado para agregar ao Parque do Anhangabaú.
O novo requerimento feito à Prefeitura de São Paulo previa um edifício dividido em três blocos, sendo dois deles para escritórios e o outro para abrigar um hotel no Parque Anhangabaú. Dessa forma, procurando aproveitar as fundações do projeto original do arquiteto Elisiário Bahiana, Korngold garantiu a unidade do conjunto.
No meio do caminho, algumas dificuldades surgiram e a falta de familiaridade dos técnicos da Prefeitura de São Paulo com a arquitetura moderna atrasou o processo de aprovação do projeto por aproximadamente dois anos. O argumento usado para negar a aprovação era de que o edifício seria um elemento estranho à paisagem já estabelecida com o conjunto de outras edificações. Nesse caso, o CBI Esplanada romperia com o equilíbrio do conjunto arquitetônico formado por prédios como o Theatro Municipal, o Esplanada Hotel, o Edifício da Light, o Edifício Matarazzo, e os dois palacetes do Automóvel Club e da Prefeitura de São Paulo.
Passados alguns anos, desde sua entrada na Prefeitura e da entrega das plantas substitutivas e da documentação exigidas, o retardamento na aprovação começou a preocupar os investidores que investiam no andamento do projeto.
Em 1947, foi encaminhado um pedido ao prefeito Abrahão Ribeiro solicitando urgência na aprovação, para que, dessa forma, os procedimentos pudessem ser encaminhados. O prefeito determinou a liberação do alvará, porém, logo depois, o arquiteto Christiano Stockler das Neves assumiu a Prefeitura, forçando o encaminhamento do processo à Comissão Revisora, para que passasse por mais um filtro antes de sua execução como prédio.
Depois da paralisação das obras por aproximadamente dois anos, a permissão condicional foi concedida com o compromisso da apresentação de novas fachadas, projeto que foi apresentado inicialmente. Entretanto, no mês seguinte, Stockler das Neves deixou o cargo e, em meio a todas as burocracias exigidas, os pareceres dos técnicos municipais foram favoráveis a uma nova análise, liberado em abril de 1948.

## Arquitetura
Construído com a técnica de concreto e vedação em alvenaria, o edifício abriga um bloco de 33 andares que ambientam uma área total de 55.000 m², com fachada em balanço, independente da estrutura, mantendo o que já havia sido feito do projeto original do arquiteto Elisiário Bahiana.

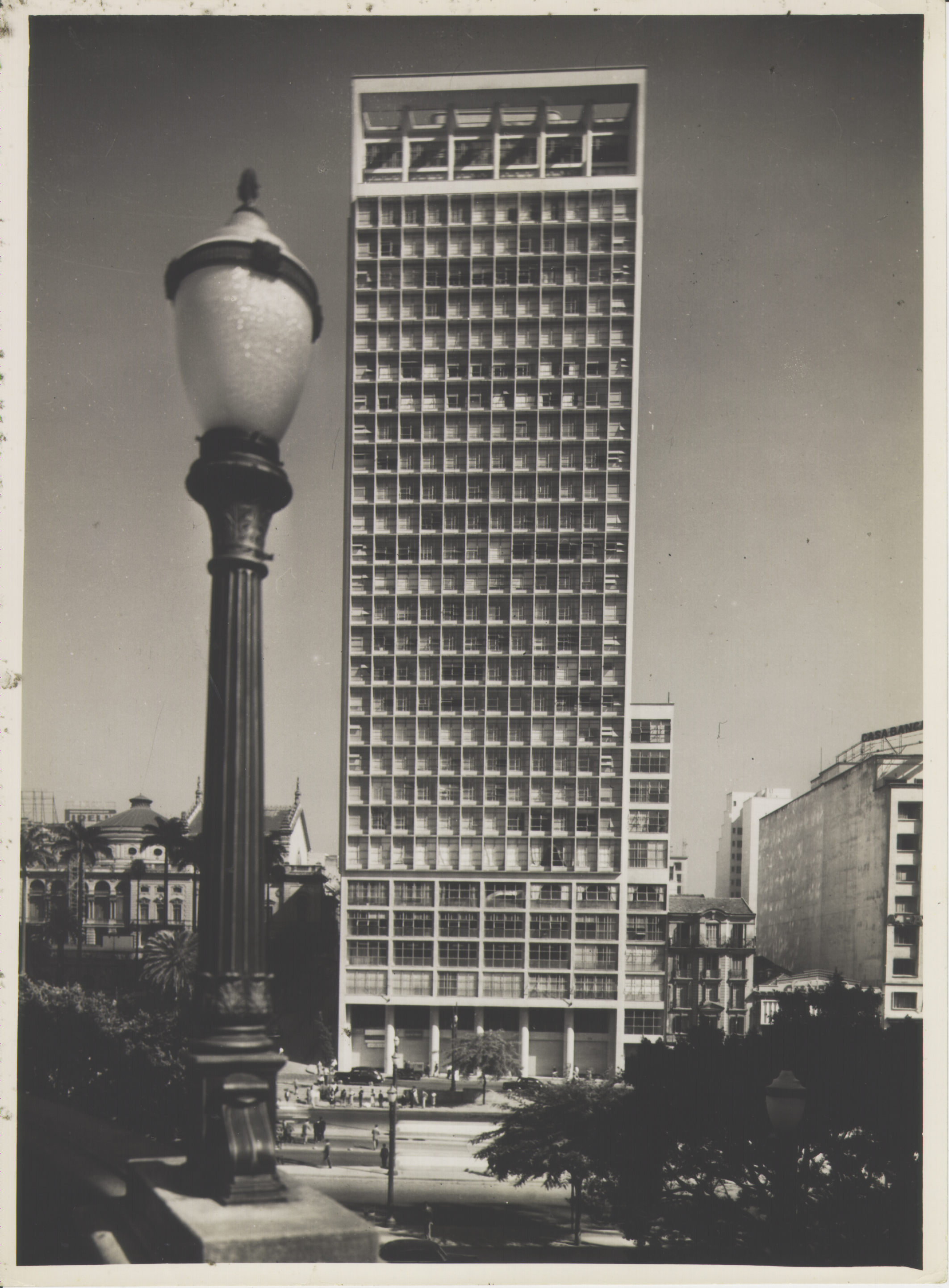
Edifício CBI, meados século XX

Na composição das fachadas sul, norte e leste, uma grelha ortogonal marca a separação dos pavimentos, na horizontal, e o ritmo vertical dos módulos estruturais, servindo também de quebra-sol e protegendo contra a chuva, pontos que, ao longo do tempo, podem deteriorar a estrutura.
As janelas são metálicas, de vidraças, com abertura do tipo maxim-ar, possibilitando absoluta ventilação e iluminação quando aberta, com os módulos inferior e superior fixos. Nos altos das fachadas há um coroamento que se incorpora visualmente ao alinhamento das fachadas e abrange os 3 últimos andares, recuados conforme determinado pelo Código de Obras.
A fachada oeste, voltada para o Hotel Esplanada, possui uma solução mais simples em relação às demais, com dois pares de janelas basculantes menores - um par em cada extremidade. A parte central desta fachada é cega por corresponder ao núcleo de circulação vertical interno com 4 elevadores junto à parede lateral do edifício.
Para que se garantisse a ventilação e iluminação dos cômodos constrúidos, foi projetado um andar racionalista, com flexibilidade permitida com o agenciamento dos núcleos de circulação e conjuntos de sanitário.
Esta planta livre é consequência da modulação estrutural a permitir que o andar tenha diferentes ocupações: de modo integral ou em até quatro salões de grandes dimensões. O revestimento desses pavimentos é de argamassa texturizada imitando mármore travertino, com acabamento em pintura látex.
O prédio possui dois núcleos de elevadores que atendem às suas laterais. Esses elevadores foram projetados como blocos verticais que agem como pivôs da estrutura, ou seja, absorvendo as cargas de todas as vigas e conduzindo um equilíbrio ao peso sustentado por cada andar do edifício.
A entrada pela Praça Ramos de Azevedo tem portão pantográfico metálico com bandeira fixa de grade metálica. O outro acesso se dá pelo Parque Anhangabaú, exclusivamente para pedestres e ao lado da agência do Banco do Brasil. O revestimento do térreo é de mármore travertino.

## Significado Histórico e Cultural
Em 1992, o Conselho Municipal de Preservação do Patrimônio Histórico, Cultural e Ambiental da Cidade de São Paulo (CONPRESP) foi tombado com outras construções em torno da área do Vale do Anhangabaú, local histórico do centro da capital paulista. Foi determinada a preservação de seus aspectos externos de construção, sem recomendações adicionais em reconhecimento à sua importância como obra arquitetônica.
Dessa forma, foi afastada uma eventual descaracterização que poderia acontecer durante a construção do projeto de Lucjian Korngold, que romperia com o estilo clássico, como do Theatro Municipal, predominante na área do Parque Anhangabaú, com o avanço de uma etapa de serviços que vieram a ser indispensáveis para a conservação das condições para a sua ocupação e funcionamento dos serviços, os quais seriam prestados.
Tais alterações previstas, envolviam reformas na estrutura para a recuperação e modernização de suas redes de instalações elétricas, de telefonia, informação e hidráulicas, além dos equipamentos de segurança e o saneamento.
A recuperação de suas fachadas, mediadas pela arquitetura modernizada do projeto arquitetônico, foi essencial para o seu reconhecimento como patrimônio cultural da cidade.

## Estado Atual

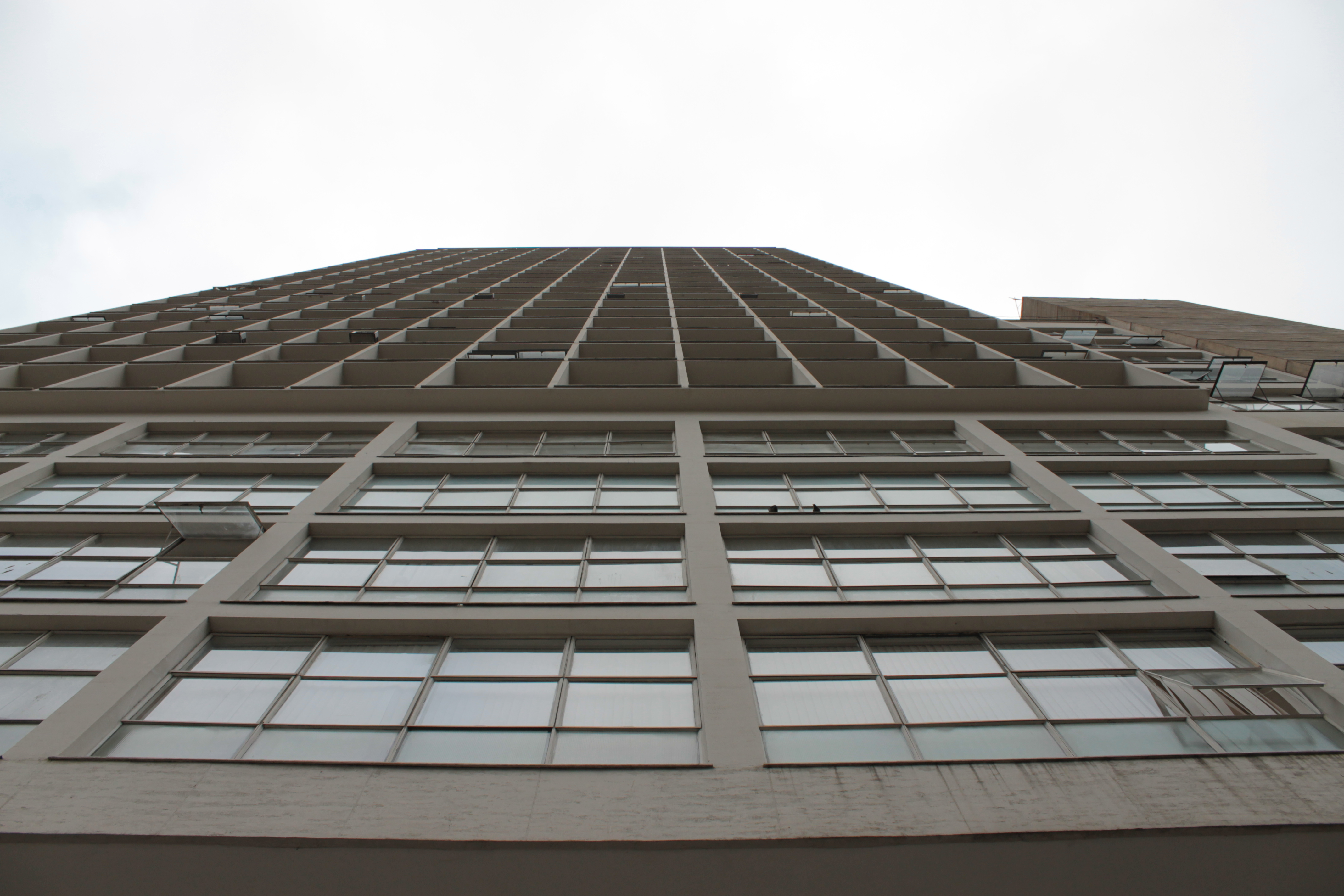
Perspectiva de altura pelas janelas do CBI Esplanada

Com padrão corporativo de ocupação, o CBI Esplanada está sendo constantemente reformado pelos proprietários e tem uso comercial e institucional, sendo a sede de empresas dos segmentos de contabilidade, auditoria e órgãos públicos, acomodando, inclusive, o Sindicato Contabilistas São Paulo.
Localizado próximo a estação de metrô Anhangabaú, o edifício, ainda destoante de alguns dos outros prédios ao redor no Parque do Anhangabaú, assume o local como um ponto turístico para muitos, principalmente para os profissionais formados na área de arquitetura.
Atualmente, o prédio é considerado dos maiores edifícios de concreto armado da América Latina.

## Galeria

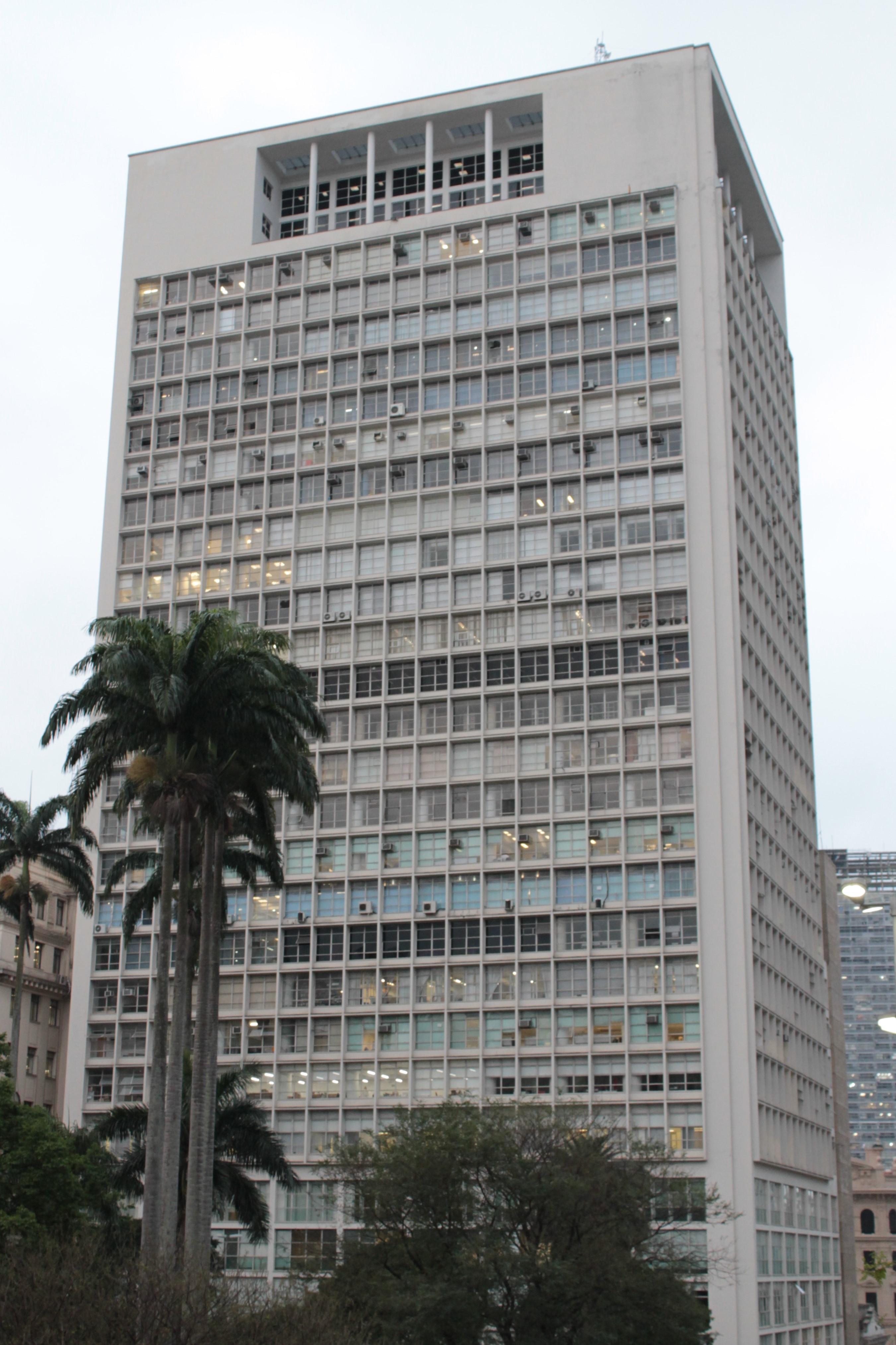
Fachada lateral com visualização para as janelas na cobertura
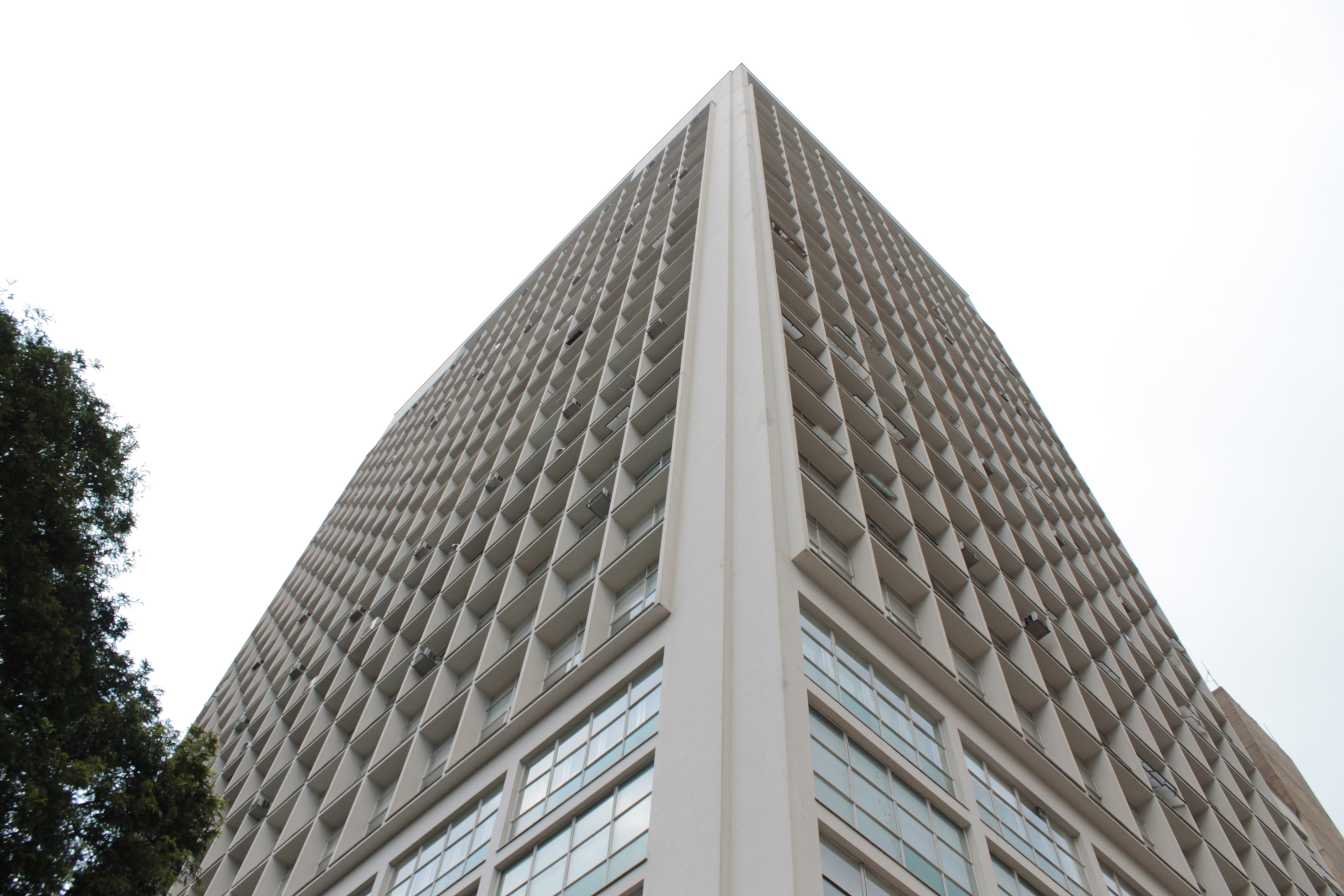
Perspectiva de altura diagonal
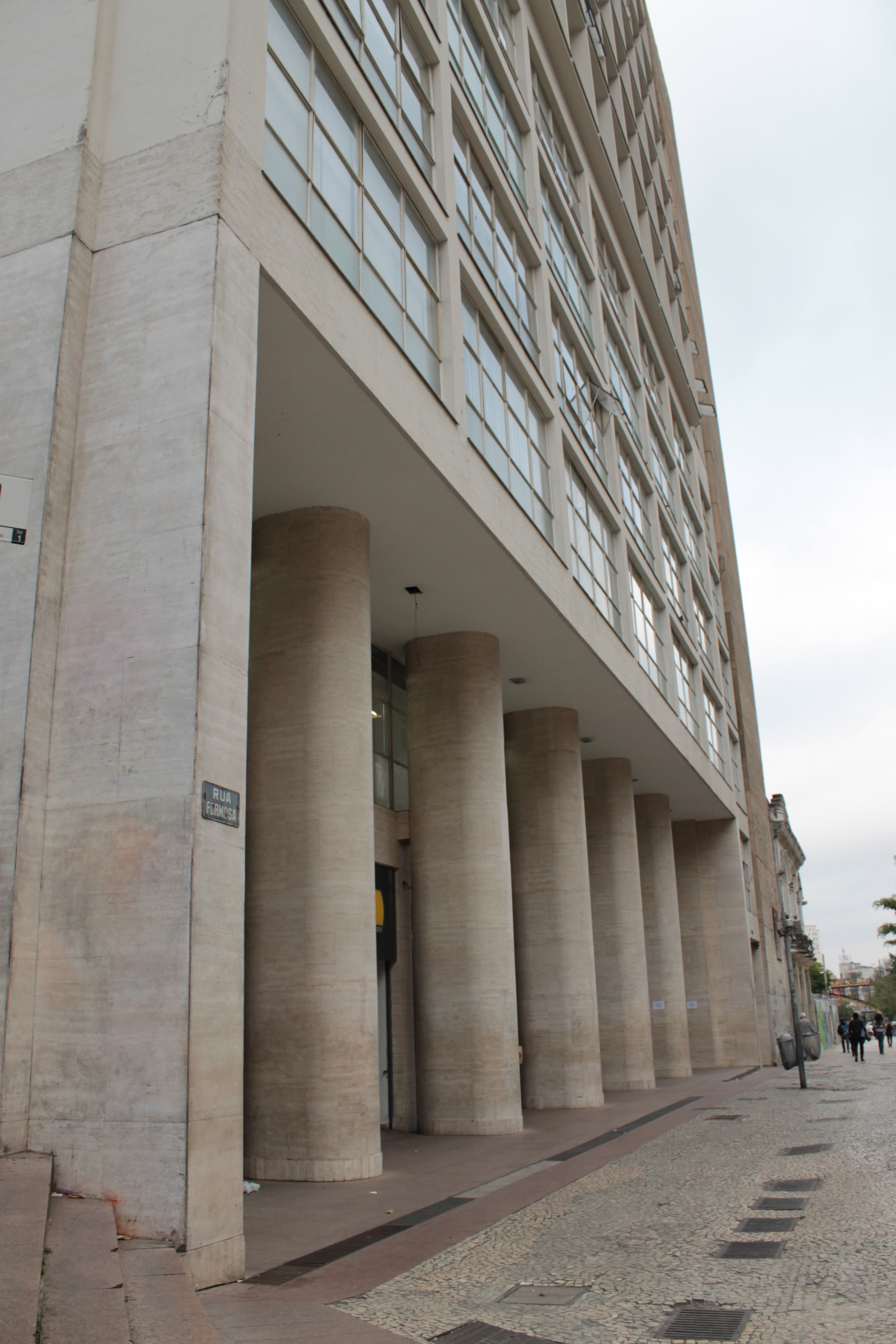
Fachada principal e acesso de entrada ao prédio
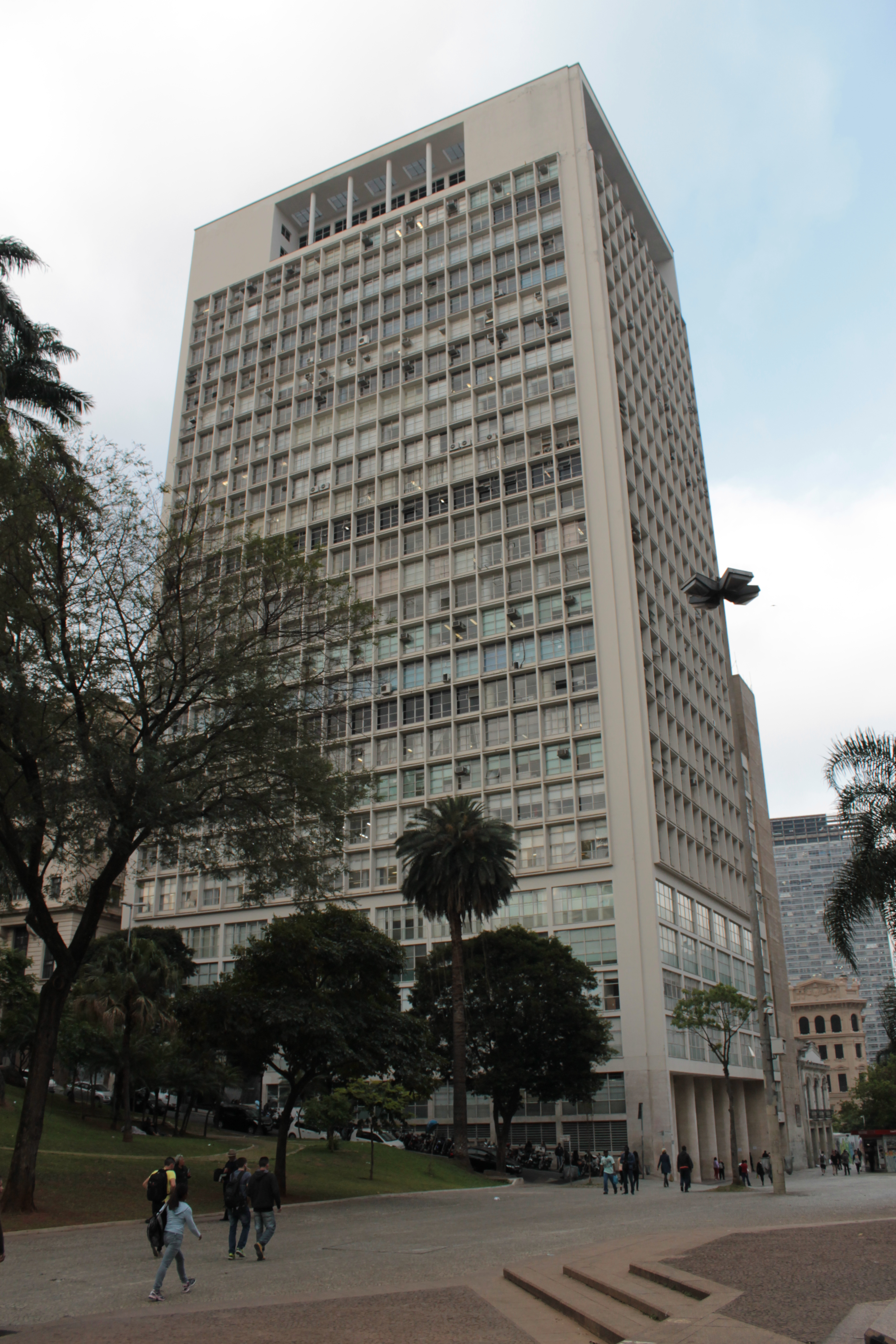
Fachada lateral
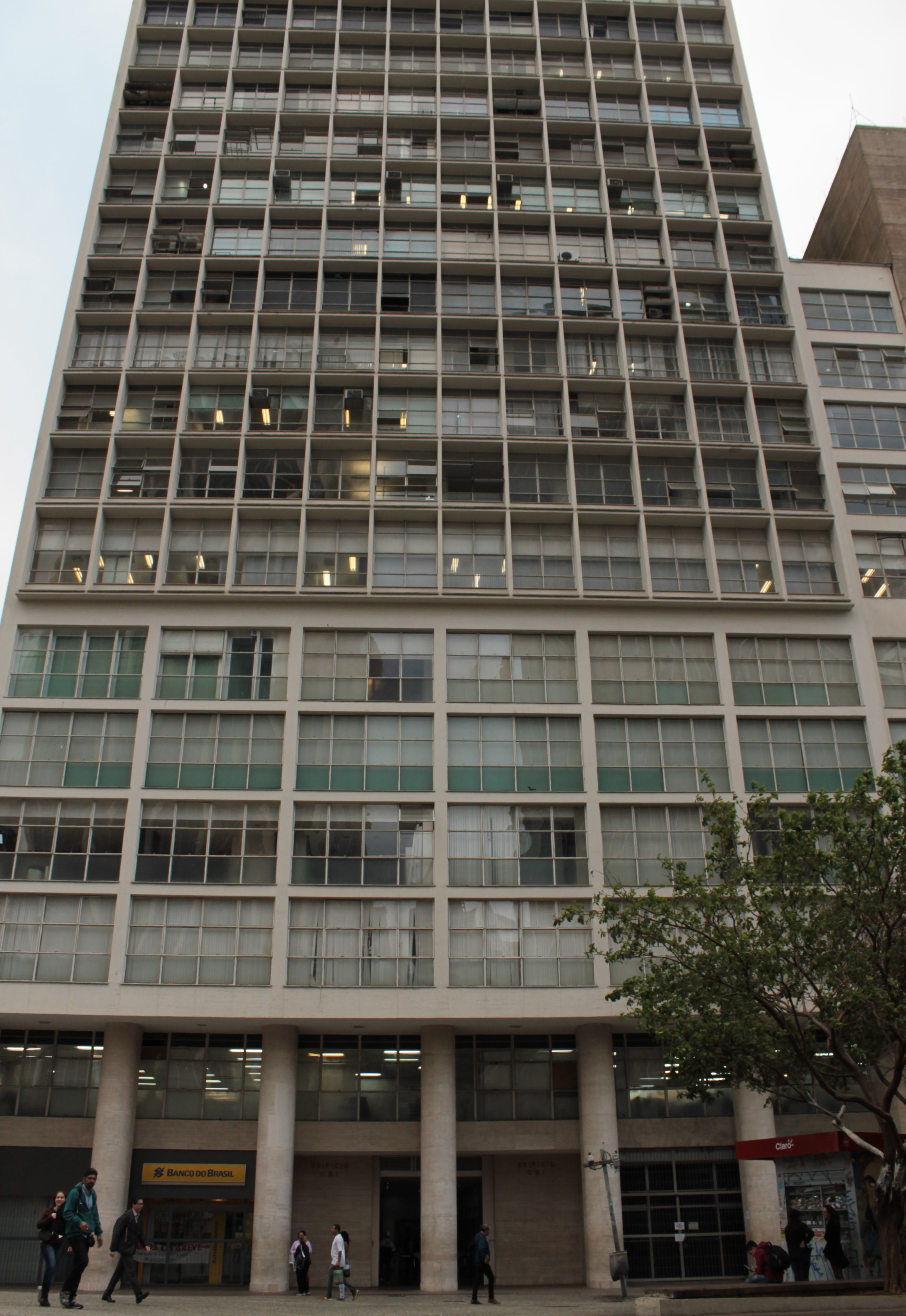
Fachada principal
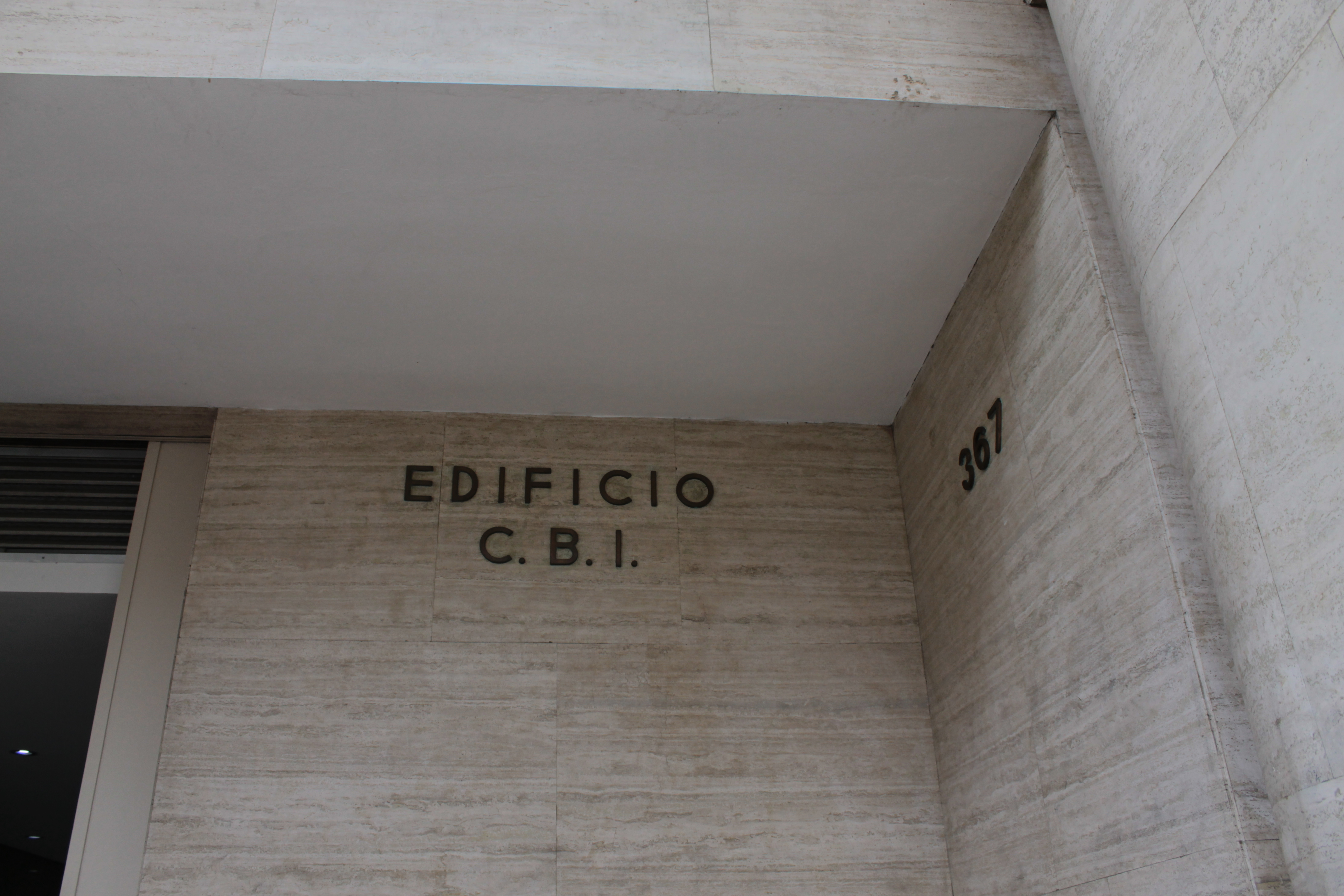
Identificação e numeração
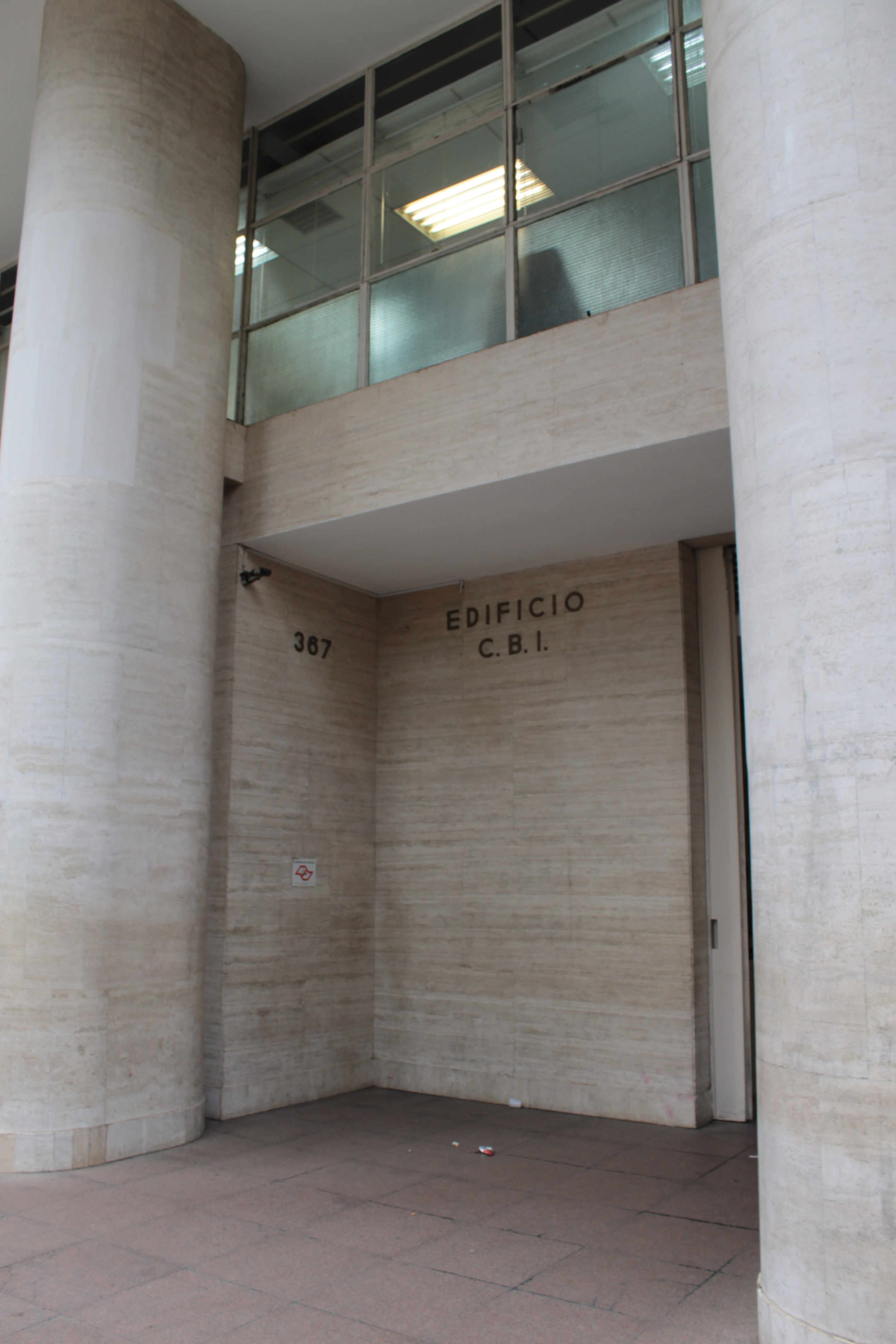
Lateral do acesso de entrada